# Адамов, Денис Андреевич
Денис Андреевич Ада́мов (род. 20 февраля 1998, Ульяновск) — российский футболист, вратарь петербургского «Зенита».

## Клубная карьера
Воспитанник академии «Краснодара». В 2016 году начал выступать за «Краснодар-2». Дебютировал в его составе в втором дивизионе 17 мая 2016 года в гостевой игре с клубом «МИТОС». Встреча завершилась победой краснодарцев со счётом 5:1 благодаря пяти мячам, забитым Николаем Комличенко. В следующем сезоне стал регулярно выступать в составе второй команды, также попадая в заявку основной команды на игры чемпионата России.
20 сентября 2017 года сыграл первую игру за основу «Краснодара». Адамов вышел в стартовом составе на матч 1/16 Кубка России против «Томи» (1:2) и пропустил два мяча в первом тайме.
По итогам сезона 2017/2018 «Краснодар-2» занял четвёртое место в турнирной таблице зоны «Юг» первенства ПФЛ, но в связи с отзывом лицензии у «Амкара» и переходе на его место в Премьер-лиге «Анжи», получил приглашение выступать в ФНЛ. В ПФЛ была заявлена третья команда краснодарцев. В её составе Адамов впервые сыграл 3 августа 2018 года против ростовского СКА. Всего в ПФЛ в сезоне голкипер принял участие только в двух матчах, в остальных выступая за «Краснодар-2», за который впервые сыграл в ФНЛ 8 сентября 2018 года в домашней встрече против курского «Авангарда» (0:2).
4 октября 2019 года в матче ПФЛ против «Интера» Черкесск Адамов забил мяч в ворота соперника в компенсированное время, чем принёс победу своей команде со счётом 3:2.
19 июля 2020 года дебютировал в Премьер-лиге в домашнем матче с «Динамо». На 17-й минуте с поля был удалён основной вратарь «Краснодара» Матвей Сафонов (0:2); Адамов вошёл в игру вместо Реми Кабелла и пропустил два гола. В заключительном матче сезона против грозненского «Ахмата» вышел в стартовом составе и помог команде одержать победу (4:0), оформив свой первый сухой матч за клуб.
В межсезонье Адамов был близок к переходу в «Зенит», однако трансфер игрока сорвался. В сезоне 2020/2021 не провёл за основную команду ни одного матча, проигрывая конкуренцию Евгению Городову на фоне травмы основного вратаря Матвея Сафонова.
Зимой 2021 года перешёл в «Сочи». Дебют за новую команду состоялся 7 апреля 2021 года в матче против московского «Локомотива» в рамках Кубка России. В Российской премьер-лиге впервые сыграл за «Сочи» 27 ноября 2021 года. Всего в течение сезона 2021/2022 принял участие в 11 матчах Чемпионата, в семи из них оставив свои ворота в неприкосновенности. Сезон 2022/2023 начинал в качестве основного вратаря. Однако по ходу сезона терял место в старте, проигрывая конкуренцию Сослану Джанаеву и Николаю Заболотному.
25 июля 2023 года состоялся трансфер Адамова в «Зенит». Футболист подписал контракт на четыре года с опцией продления. Дебютировал за петербуржцев 3 октября 2023 года в матче Кубка России против «Балтики».

## Карьера в сборных
Выступал за юношеские сборные России. В 2015 году был в заявке сборной на чемпионате Европы в Болгарии и чемпионате мира в Чили, но на поле не выходил.

## Статистика выступлений
| Выступление      | Выступление      | Выступление      | Лига | Лига     | Кубки | Кубки | Итого | Итого |
| Клуб             | Лига             | Сезон            | Игры | Голы     | Игры  | Голы  | Игры  | Голы  |
| ---------------- | ---------------- | ---------------- | ---- | -------- | ----- | ----- | ----- | ----- |
| Краснодар        | Премьер-лига     | 2017/18          | 0    | 0        | 1     | -2    | 1     | -2    |
| Краснодар        | Премьер-лига     | 2019/20          | 2    | -2       | 0     | 0     | 2     | -2    |
| Краснодар        | Итого            | Итого            | 2    | -2       | 1     | -2    | 3     | -4    |
| → Краснодар-2    | ПФЛ              | 2015/16          | 1    | -1       | —     | —     | 1     | -1    |
| → Краснодар-2    | ПФЛ              | 2016/17          | 17   | -14      | —     | —     | 17    | -14   |
| → Краснодар-2    | ПФЛ              | 2017/18          | 14   | -19      | —     | —     | 14    | -19   |
| → Краснодар-2    | ФНЛ              | 2018/19          | 23   | -32      | —     | —     | 23    | -32   |
| → Краснодар-2    | ФНЛ              | 2019/20          | 18   | -24      | —     | —     | 18    | -24   |
| → Краснодар-2    | ФНЛ              | 2020/21          | 15   | -19      | —     | —     | 15    | -19   |
| → Краснодар-2    | Итого            | Итого            | 88   | -109     | —     | —     | 88    | -109  |
| → Краснодар-3    | ПФЛ              | 2018/19          | 2    | -2       | —     | —     | 2     | -2    |
| → Краснодар-3    | ПФЛ              | 2019/20          | 1    | -2 / 1   | —     | —     | 1     | -2    |
| → Краснодар-3    | Итого            | Итого            | 3    | -4 / 1   | —     | —     | 3     | -4    |
| Сочи             | Премьер-лига     | 2020/21          | 0    | 0        | 1     | -3    | 1     | -3    |
| Сочи             | Премьер-лига     | 2021/22          | 11   | -6       | 0     | 0     | 11    | -6    |
| Сочи             | Премьер-лига     | 2022/23          | 17   | -30      | 4     | -9    | 21    | -39   |
| Сочи             | Итого            | Итого            | 28   | -36      | 5     | -12   | 33    | -48   |
| Зенит (СПб)      | Премьер-лига     | 2023/24          | 2    | -1       | 1     | -1    | 3     | -2    |
| Зенит (СПб)      | Итого            | Итого            | 2    | -1       | 1     | -1    | 3     | -2    |
| Всего за карьеру | Всего за карьеру | Всего за карьеру | 123  | -152 / 1 | 7     | -15   | 130   | -167  |

## Достижения
«Краснодар»
- Победитель молодёжного первенства России: 2017/18

«Сочи»
- Серебряный призёр чемпионата России: 2021/22

«Зенит»
- Чемпион России: 2023/24
- Серебряный призёр чемпионата России: 2024/25
- Обладатель Кубка России: 2023/24
- Обладатель Суперкубка России: 2024

Сборная России
- Бронзовый призёр чемпионата Европы среди юношей до 17 лет: 2015